# Achyranthes fasciculata
Achyranthes fasciculata är en amarantväxtart som först beskrevs av Karl Suessenguth, och fick sitt nu gällande namn av C. C. Towns. Achyranthes fasciculata ingår i släktet Achyranthes och familjen amarantväxter. Inga underarter finns listade i Catalogue of Life.